# 439

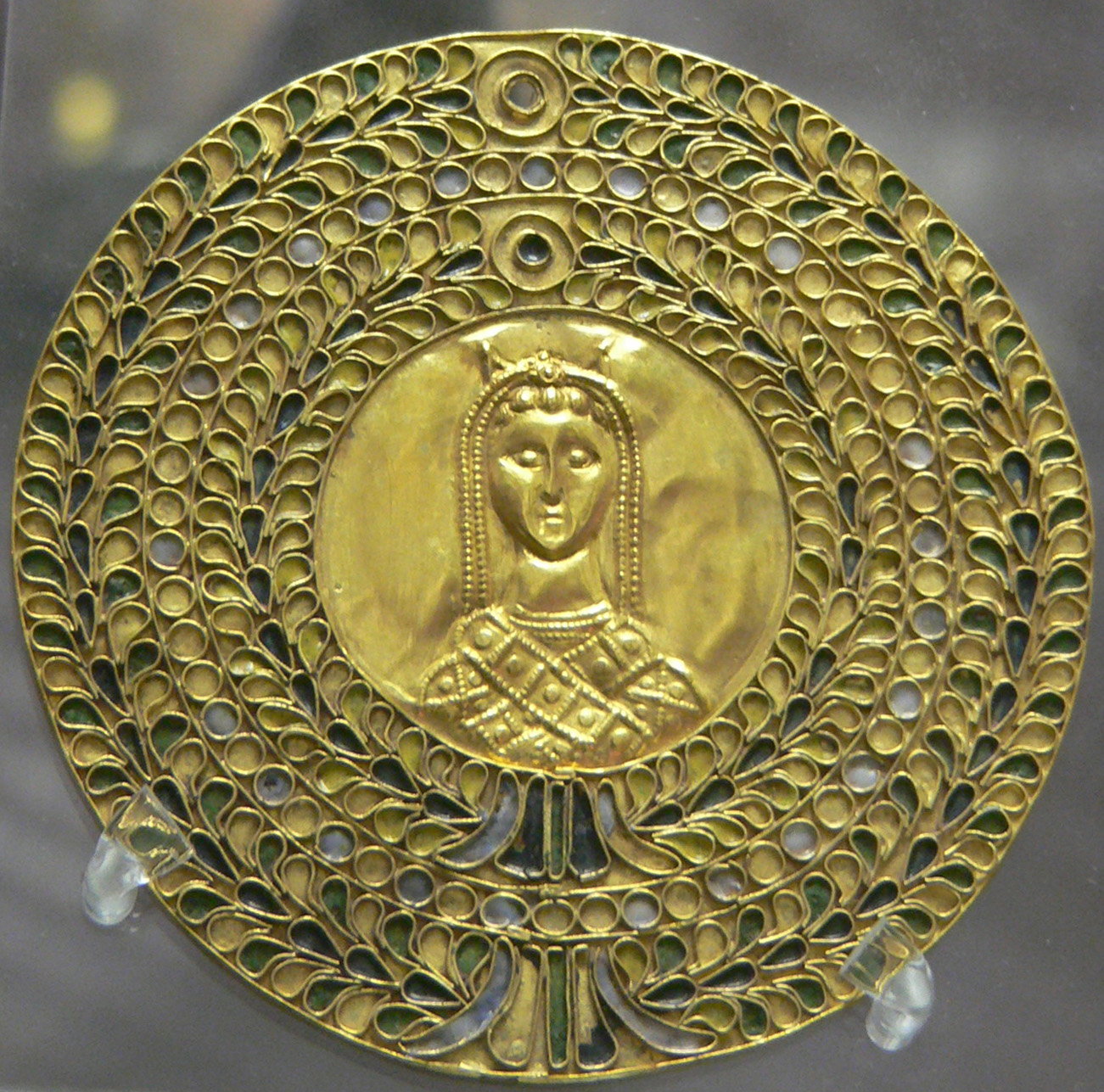
Keizerin Licinia Eudoxia

Het jaar 439 is het 39e jaar in de 5e eeuw volgens de christelijke jaartelling.

## Gebeurtenissen

### Klein-Azië
- Keizer Theodosius II laat de muren van Constantinopel uitbreiden met een zeekering. De stadsmuren worden versterkt om een dreiging van de Hunnen te weerstaan.
- Sabbas van Jeruzalem sticht het klooster van Mar Saba.

### Europa
- Flavius Aëtius, Romeins generaal (magister militum), belegert Toulouse die door de Visigoten wordt bezet. Met steun van de Hunnen probeert hij de stad uit te hongeren.
- De Sueben onder leiding van koning Rechila veroveren Mérida, hoofdstad van Hispania Lusitania. Onder invloed van de Visigoten bekeert het volk zich tot het arianisme.
- Aëtius beëindigt de belegering rond Toulouse. De Visigoten lijden zware verliezen en koning Theodorik I accepteert een status quo ("zoals het voor de oorlog was").

### Afrika
- 19 oktober - Koning Geiserik verbreekt het vredesverdrag met Rome en belegert Carthago. Hij weet door een list de havenstad te veroveren en sticht het Vandaalse Rijk.
- De Vandalen voeren piraterij in de Middellandse Zee en onderwerpen vanuit Noord-Afrika de eilanden Sicilië, Sardinië, Corsica en de Balearen.

### Italië
- De 17-jarige Licinia Eudoxia, echtgenote van keizer Valentinianus III, krijgt de titel augusta ("verhevene") toegekend. Dit vergroot haar aanzien in het West-Romeinse Rijk.
- De San Pietro in Vincoli wordt door paus Sixtus III ingewijd. De basiliek is opgedragen aan de apostel Petrus en is een geschenk van Eudoxia.

### China
- De Noordelijke Wei-dynastie wordt gesticht door de Toba. Dit is het einde van de Zestien Koninkrijken en het begin van de Noordelijke Dynastieën in het Chinese Keizerrijk.

## Geboren
- Sabbas van Jeruzalem, christelijke monnik en heilige (overleden 532)
- Vachtang I, koning van Iberië (huidige Georgië) (waarschijnlijke datum)

## Overleden
- 9 juni - Atlatl Cauac, Maya koning van Teotihuacán (Mexico)
- Sahak, ontwerper van het Armeens alfabet